# Hermangard d'Asp
Hermangard d'Asp est le 9e supérieur de L'Hospital de l'ordre de Saint-Jean de Jérusalem de 1188 à sa démission en 1189 ou 1190. C'est sous son magistère que la maison cheftaine de l'Ordre est transféré de Jérusalem à Tyr.

## Biographie
Nous n'avons aucune information sur son origine, mais son prénom et son nom le rattache au Vivarais ou à la Biscaye. Comme il y eut les responsabilités de la châtellenie d'Amposta, on peut le croire à l'origine de la langue d'Espagne. Le fait qu'il ait eu la responsabilité d'Amposta en même temps que du grand prieuré de Saint-Gilles faisait de lui l'un des dignitaires les plus en vue de L'Hospital,.
En 1164, Hermangard d'Asp, en qualité de commandeur, fut vraisemblablement présent lors d'un acte fait à la commanderie du Puy.
Rien n'indique la date de son magistère. En mai 1188, il est témoin du grand maitre Borrel et en octobre 1188, il est grand maitre, c'est donc entre mai et octobre qu'eut lieu sa nomination.
C'est probablement, soit pendant l'hiver 1189, soit pendant celui de 1190, que cesse le magistère d'Hermangard d'Asp mais cela n'est pas dû à sa mort, puisque nous le retrouvons de décembre 1190 à avril 1191 de nouveau châtelain d'Amposta. Nous n'avons aucune information sur ce que serait cette première abdication de l'histoire de l'Ordre.

## La prise d'Acre
C'est pendant son magistère en l'été 1189 que Guy de Lusignan crut pouvoir attaquer Saladin. Il concentra ses forces, renforcée par l'arrivée de nouveaux croisés, à Acre en septembre. Le 4 octobre il attaque Saladin en quatre forces, la première est formée des Hospitaliers sous les ordres de Lusignan, la deuxième les forces de Conrad de Montferrat, la troisième par les croisés sous le commandement de Louis de Thuringe et la quatrième les Templiers avec le reste des troupes. Mais l'aile gauche des attaquants perd le contact avec l'aile droite, heureusement, les forces de Saladin vinrent se briser dans le camp des Chrétiens.
La retraite de Saladin permit la conquête complète d'Acre, les Hospitaliers et Conrad prennent position au nord. Ils fortifièrent la position de deux fossés, ils créèrent le nouveau port dit du marquis. Pendant tout l'hiver, les forces chrétiennes se renforcèrent en vue de la prochaine campagne.